# Sztarill Ferenc
Sztarill Ferenc (Nagyvárad, 1859 – Nagyvárad, 1943) erdélyi magyar építész, Nagyvárad számos épületének tervezője.

## Élete
Budapesten szerzett építőmesteri oklevelet (1906), ezt megelőzően is már dolgozott Nagyváradon vállalkozóként. Számos köz- és magánépületet tervezett a városban, ugyanakkor mások terveinek kivitelezésénél is közreműködött. Hosszú időn keresztül a helyi építőiparosok szövetségének elnöki tisztségét is betöltötte. 1943-ban hunyt el szülővárosában 84 éves korában. Az úgynevezett olaszi temetőben helyezték nyugalomra. A temető később felszámolásra került, de Sztarill sírkeresztjét megmentették.

## Ismert épületei

### Nagyváradon
- 1900: Szent László Koldusápoló és Fiúgyermek Menedékház, Nagyvárad, Eminescu / Szaniszló u. 28.
- 1900: Szent László kápolna, Nagyvárad, Eminescu / Szaniszló u. 28.
- 1902: Sztarill (EMKE)-palota (ma: Astoria Szálló), Nagyvárad, Regel Ferdinand / Bémer tér (bővítés: 1906)
- 1906: Orsolya szüzek palotája, Nagyvárad, Republicii / Fő u. 7.
- 1906: Sáfrány-ház, Nagyvárad, Pasteur / Kórház u. 67.
- 1906/1909 k.: Deutsch K. I. üvegháza, Nagyvárad, Vasile Alecsandri / Zöldfa u. 4.
- 1906: Gerliczky-bérpalota (I.), Nagyvárad, Republici / Fő u. 52.
- 1907: Poynár-ház, Nagyvárad, Grigorescu / Mészáros u. 2.
- 1907: lakóház, Nagyvárad, Arany János u. 3.
- 1906: Gerliczky-bérpalota (II.), Nagyvárad, Republici / Fő u. 73.
- 1908: Sztarill-bérház (I.), Nagyvárad, Pescarusului / Gerliczi u. 2.
- 1908: Steinberger római katolikus kápolna, Nagyvárad, Rulikowski temető
- 1909: Deutsch-ház, Nagyvárad, Republicii / Fő u. 54.
- 1909: lakóház, Nagyvárad, Sulyok István / Hármas u. 9.
- 1909: lakóház, Nagyvárad, Pescarusului / Gerliczi u. 3.
- 1909: lakóház, Nagyvárad, Pescarusului / Gerliczi u. 4.
- 1909: Sztarill-bérház (II.), Nagyvárad, Pescarusului / Gerliczi u. 1.
- 1910: Seregélyi-ház, Nagyvárad, Armatei Romane / Rulikowski u. 16.
- 1910: Sztarill-ház, Nagyvárad, Armatei Romane / Rulikowski u. 18.
- 1910: Skuba Gyula-féle ház, Nagyvárad, Eminescu / Szaniszló u. 25.
- 1911: Balázsovits-ház, Nagyvárad, Iosif Vulcan / Rimanóczy u. 9.
- 1911: Goldstein-bérház, Nagyvárad, Postavarului / Alapi u. 2.
- 1912: Kolozsváry-ház, Nagyvárad, Iosif Vulcan / Rimanóczy u. 2.
- 1913: Andrényi Gusztáv-ház, Nagyvárad, Gojdu / Deák Ferenc u. 2.
- 1913: Oláry-ház, Nagyvárad, Tudor Vladimirescu / Körös u. 17.
- 1914: Katolikus Kör épületének udvari szárnya, Nagyvárad, Moscovei / Szilágyi Dezső u. 5.
- 1925: Szent Imre-palota, Nagyvárad, Republicii / Fő u. 26.
- 1928: Sztarill Ferenc-palotája, Nagyvárad, Enescu / Ritoók Zs. u. 55.

1908-ban átépítette az ún. Zöldfa Szállodát (Nagyvárad, Alecsandri / Zöldfa u. 8-10.).

### Egyéb helyen
- 1904: római katolikus templom, Deszk
- 1912: római katolikus templom, Újiráz
- 1927–1939: római katolikus templom, Tenke

### Kivitelezései
- Komor Marcell és Jakab Dezső: két Adorján-ház (1903, 1905)
- Komor Marcell és Jakab Dezső: Fekete Sas Szálloda (1907–1908)
- Komor Marcell és Jakab Dezső: Okányi-Schwartz-villa (1911)
- Vágó László és Vágó József: Darvas-La Roche-ház (1911)
- ifj. Rimanóczy Kálmán: Váradolaszi Szentlélek kiáradása plébániatemplom (1903–1905)

## Képtár

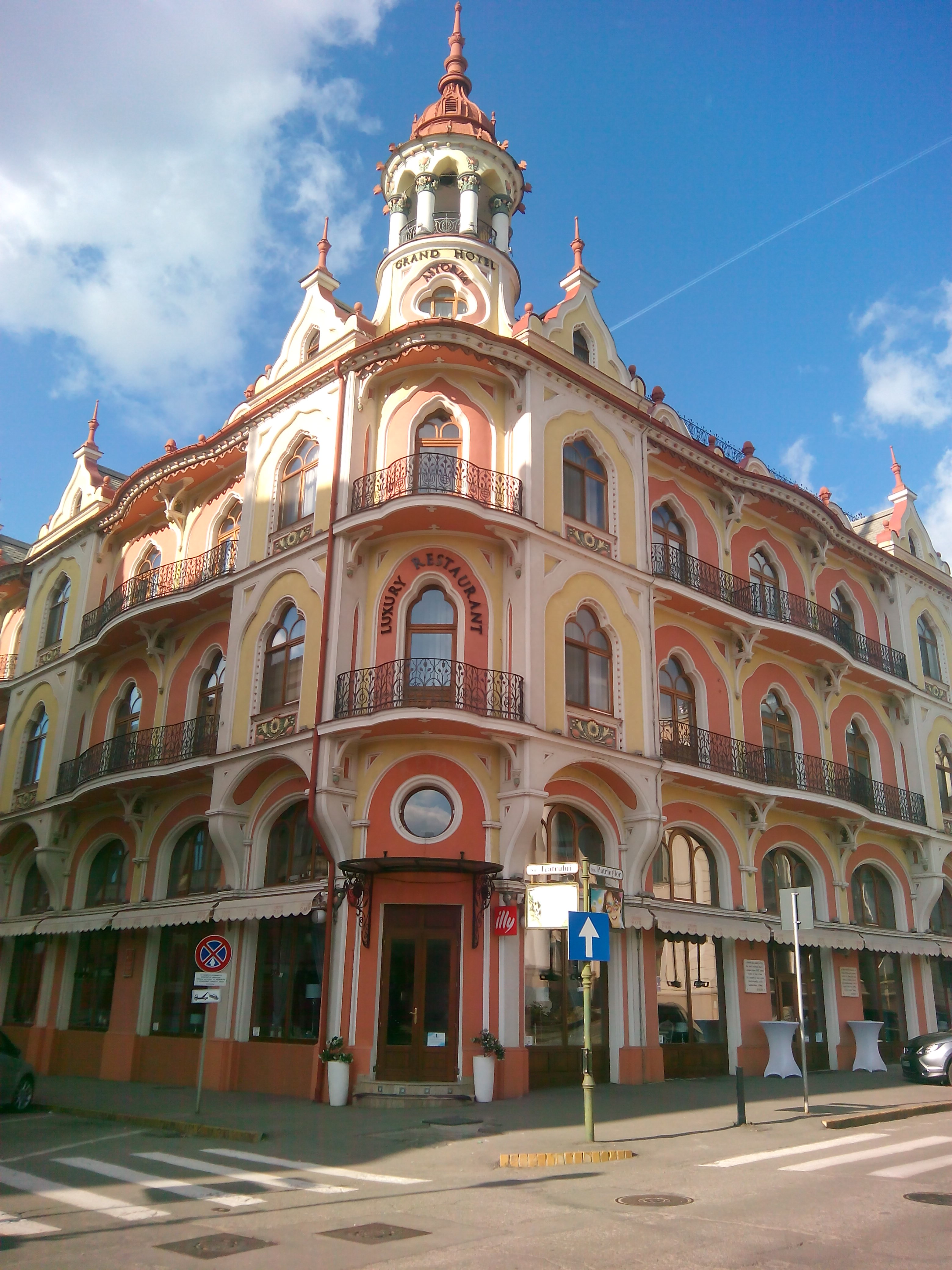
Astoria Szálló
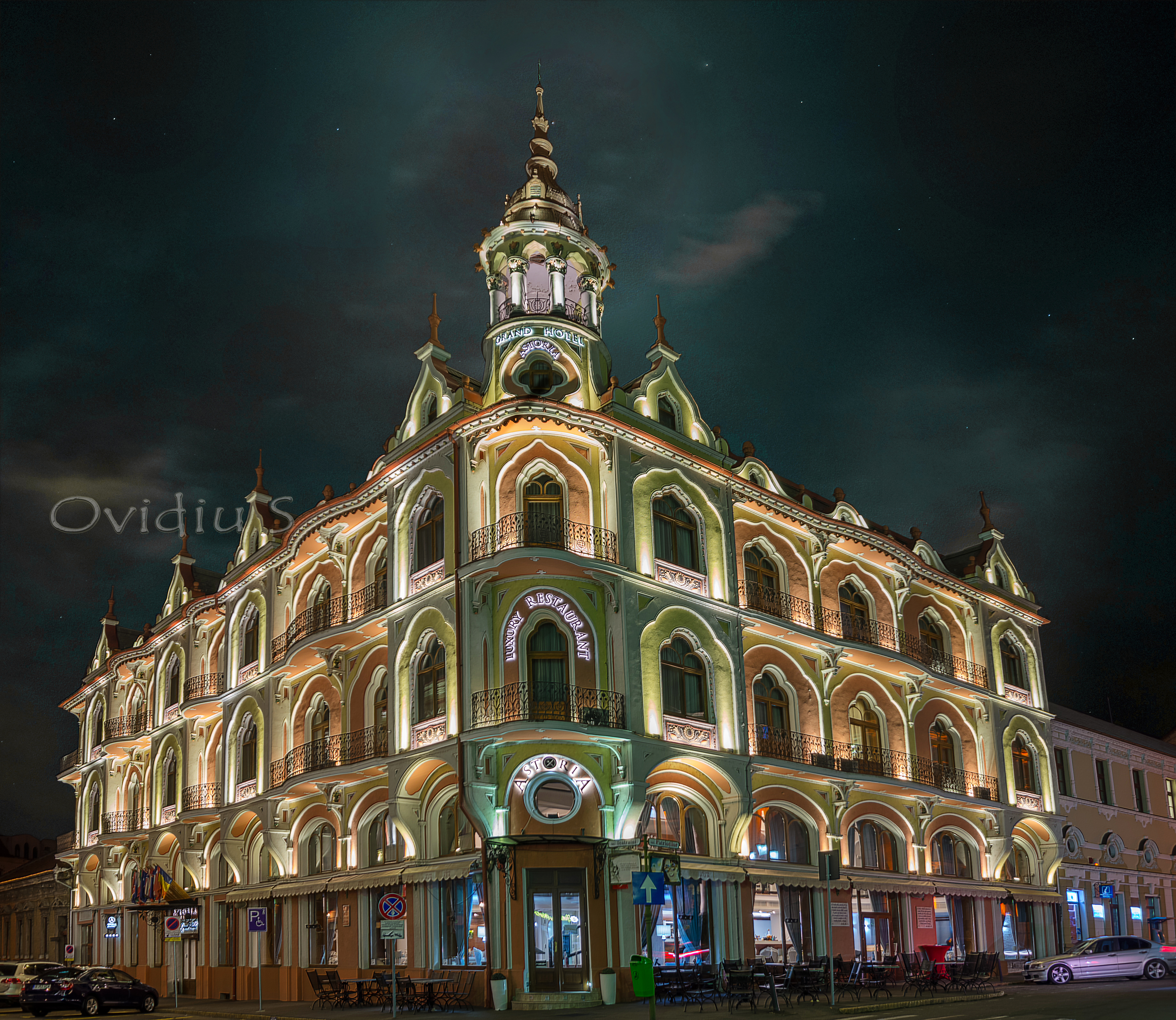
Astoria Szálló (éjjel)
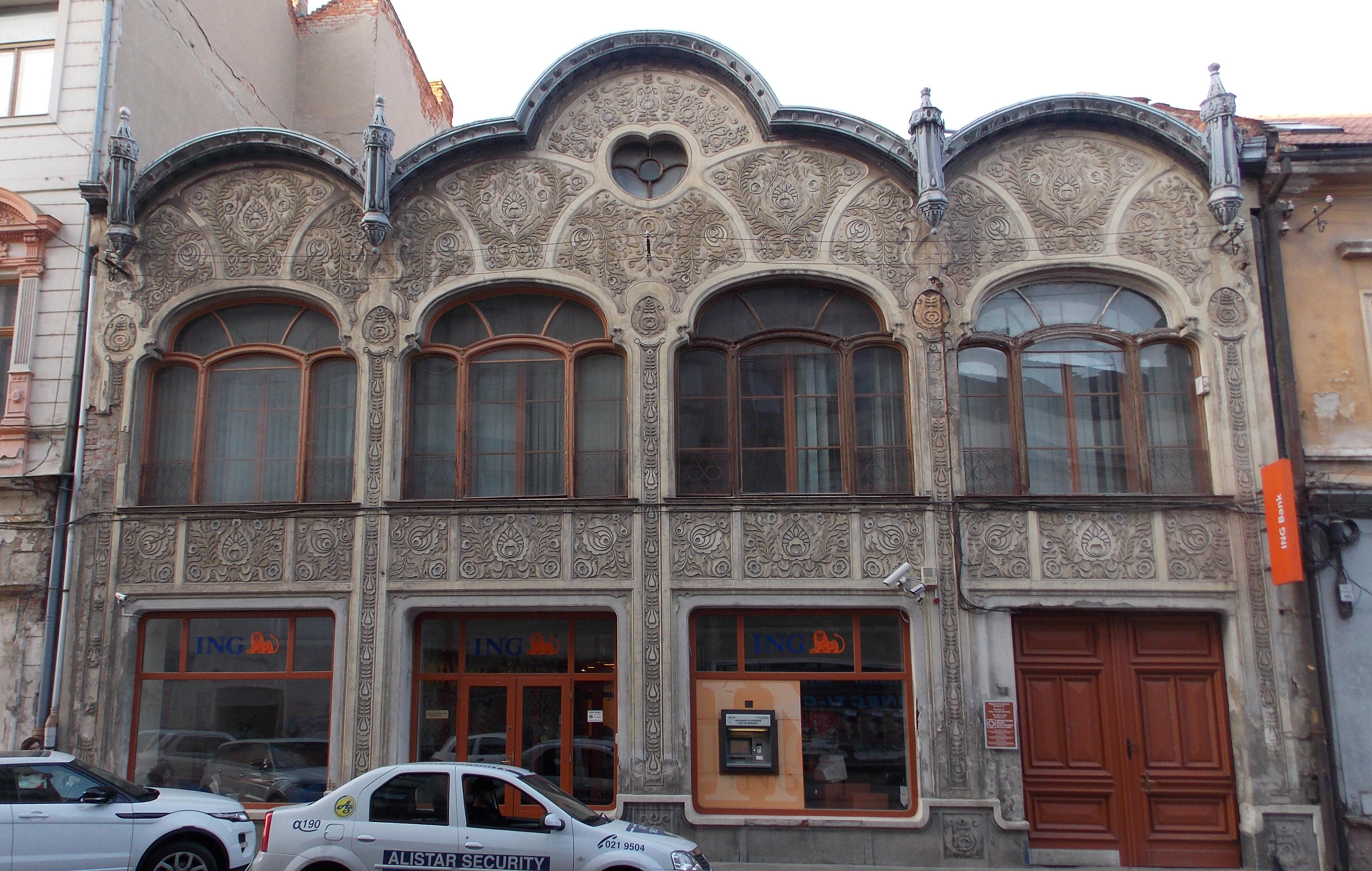
Deutsch-ház
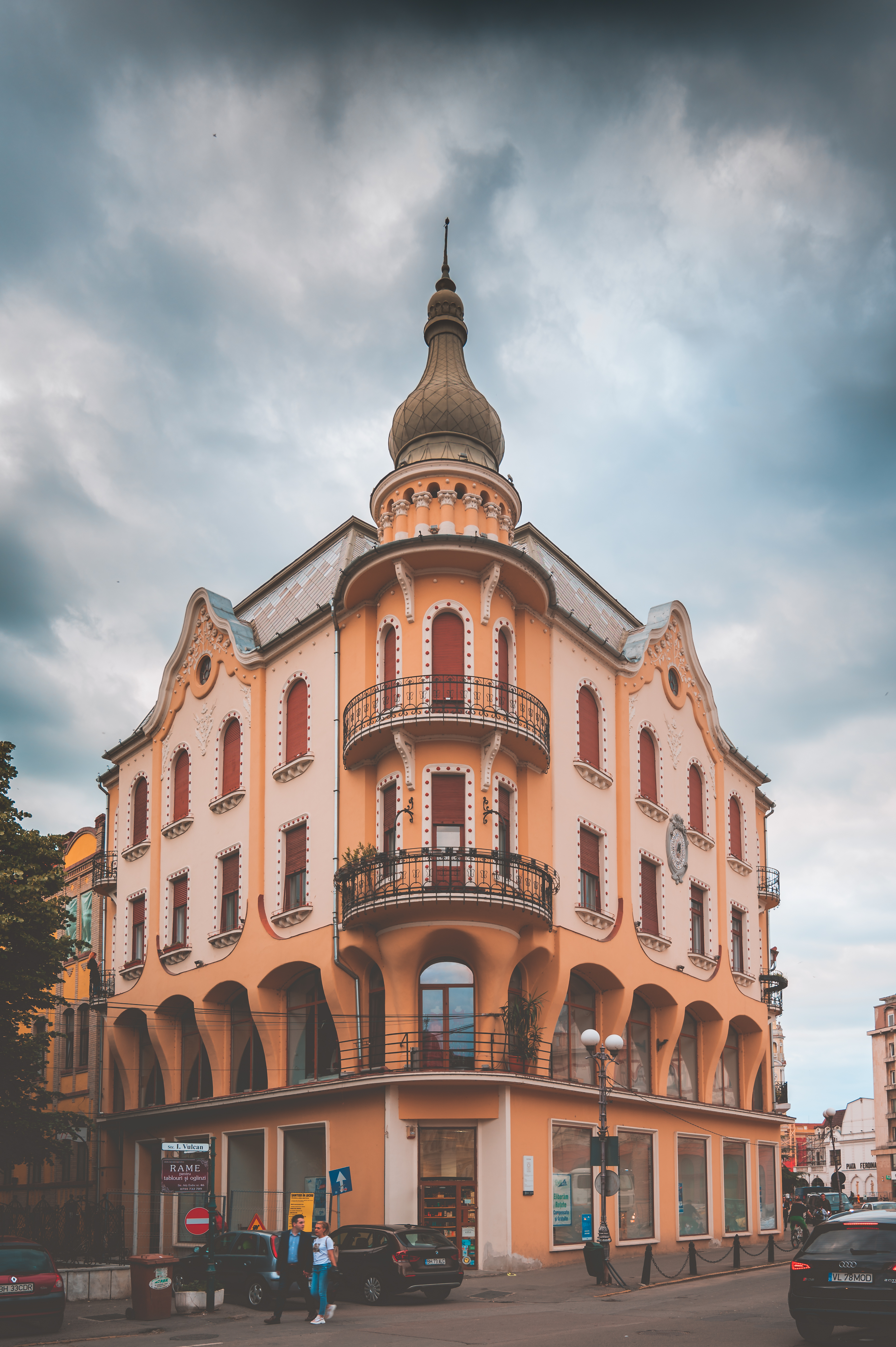
Poynár-ház
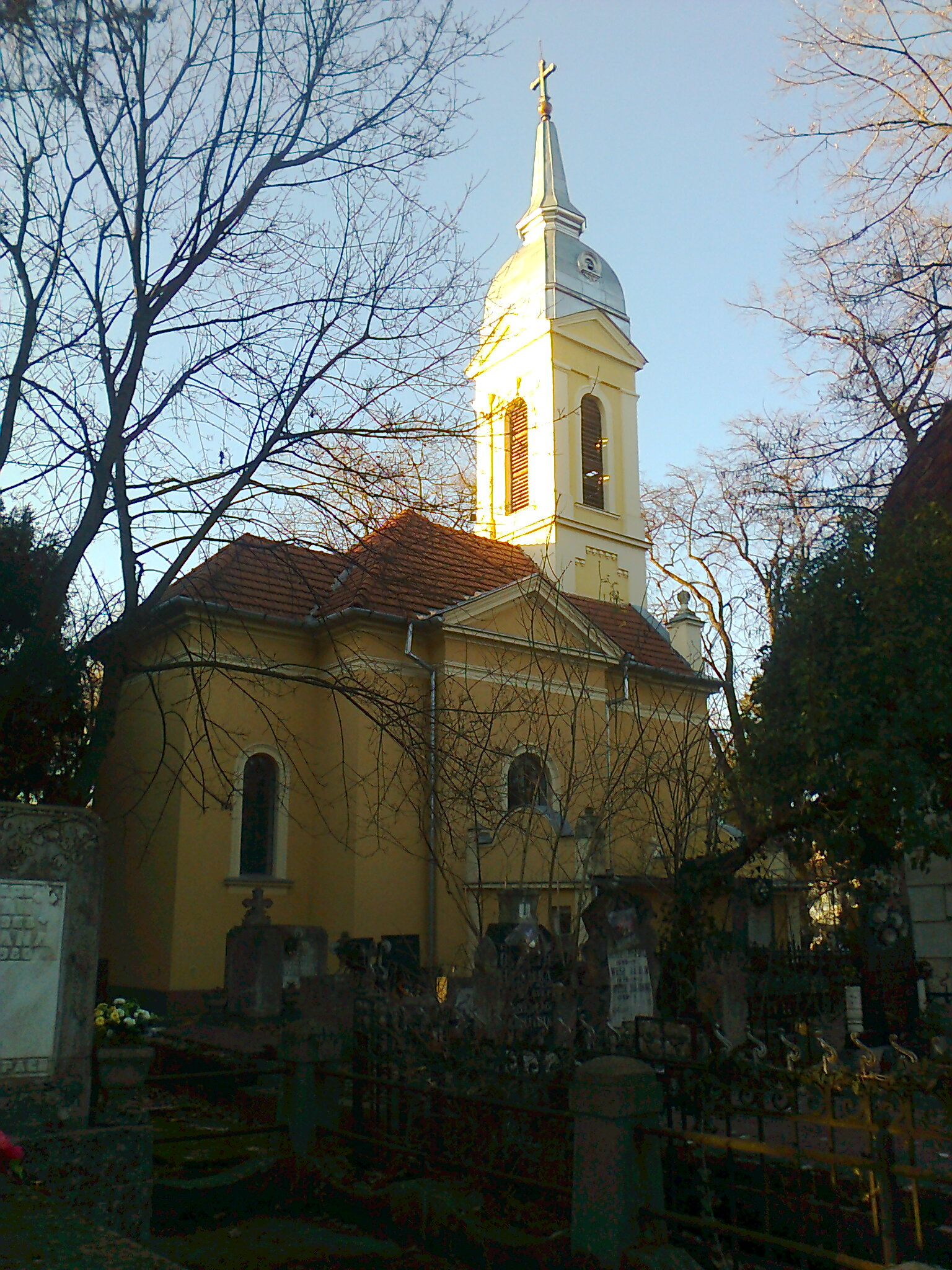
Steinberger kápolna
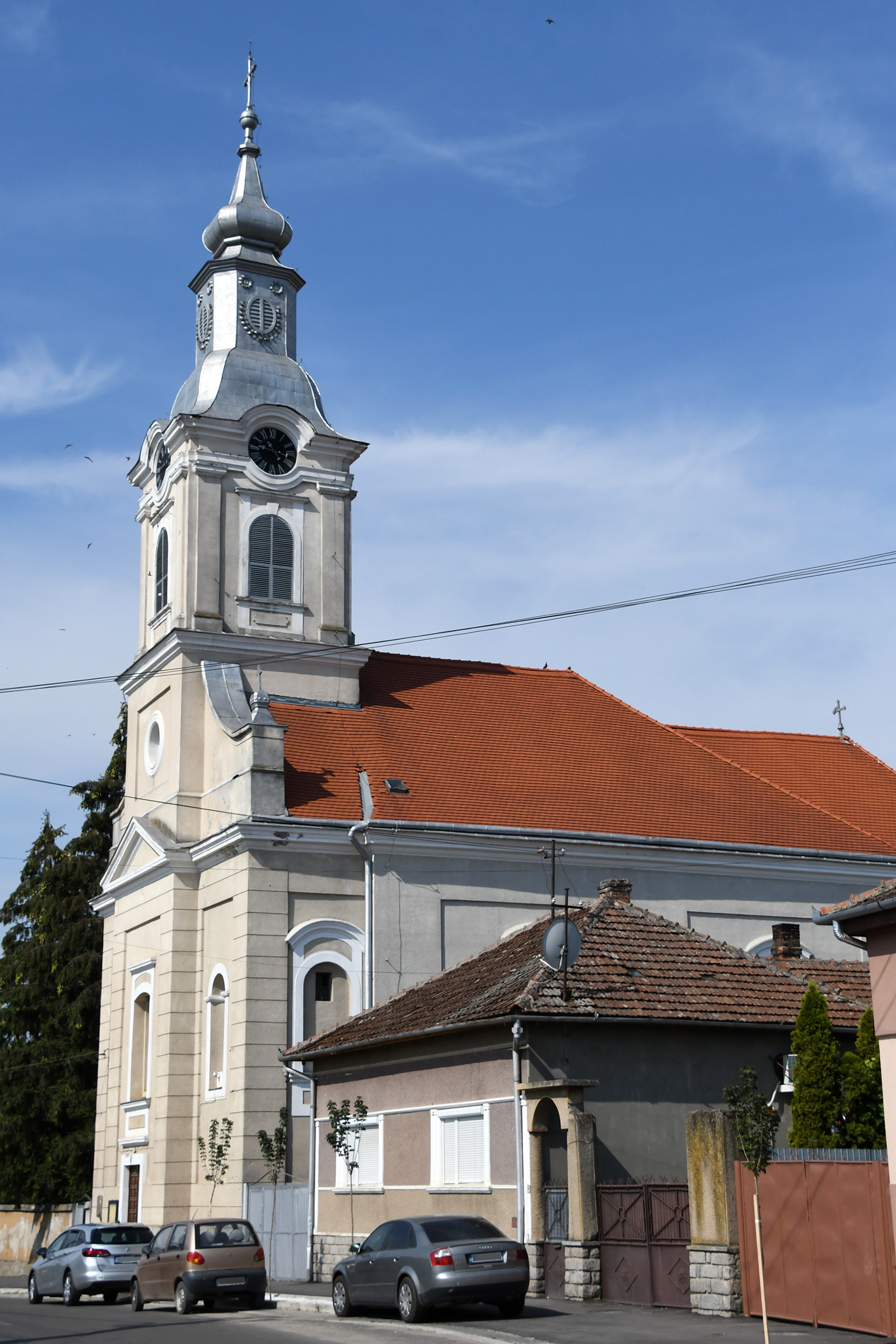
Római katolikus templom, Tenke